# Salamander (seriál)
Salamander je belgický dvanáctidílný televizní seriál, který byl poprvé vysílán na kanále Eén 30. prosince 2012.

## Děj
Jonkhere je malá soukromá banka v Bruselu. 66 bezpečnostních schránek, které patří nejmocnějším lidem v Belgii, je vyloupeno. Majitelé chtějí udržet krádeže pod pokličkou, ale neúplatný policejní inspektor Paul Gerardi (Filip Peeters) se vrhá do vyšetřování. Gerardi zjistí, že oběti jsou členy tajné organizace s názvem Salamander, kterou tvoří průmyslová, finanční, soudní a politická elita země, a že bezpečnostní schránky obsahovaly jejich nejintimnější tajemství – tajemství, která sahají zpět do druhé světové války a mohou zničit celý národ. Když se stane terčem jak zločinců, tak úřadů, musí Gerardi rychle zjistit, co chystají, a kdo stojí za krádežemi.

## Hrají
| Herec                      | Role                 | 1   | 2   | 3   | 4   | 5   | 6   | 7   | 8   | 9   | 10  | 11  | 12  |
| -------------------------- | -------------------- | --- | --- | --- | --- | --- | --- | --- | --- | --- | --- | --- | --- |
| Filip Peeters              | Paul Gerardi         | Ano | Ano | Ano | Ano | Ano | Ano | Ano | Ano | Ano | Ano | Ano | Ano |
| Mike Verdrengh             | Raymond Jonkhere     | Ano | Ano | Ano | Ano | Ano | Ano | Ano | Ano | Ano | Ano | Ano | Ano |
| Violet Braeckmanová        | Sofie Gerardiová     | Ano | Ano | Ano | Ano | Ano | Ano | Ano | Ano | Ano | Ano | Ano | Ano |
| Koen De Bouw               | Joachim Klaus        | Ano | Ano | Ano | Ano | Ano | Ano | Ano | Ano | Ano | Ne  | Ano | Ano |
| Lucas Van den Eynde        | Carl Cassimon        | Ne  | Ano | Ano | Ano | Ano | Ano | Ano | Ano | Ano | Ano | Ano | Ano |
| Jo De Meyere               | Armand Persigal      | Ano | Ano | Ano | Ano | Ano | Ano | Ano | Ano | Ano | Ano | Ne  | Ne  |
| Koen Van Impe              | Vic Adams            | Ne  | Ano | Ano | Ano | Ano | Ano | Ano | Ano | Ano | Ne  | Ne  | Ano |
| Warre Borgmans             | Martin Colla         | Ano | Ano | Ano | Ano | Ne  | Ne  | Ano | Ano | Ne  | Ano | Ano | Ano |
| Vic De Wachter             | Gil Wolfs            | Ne  | Ne  | Ne  | Ano | Ano | Ano | Ano | Ano | Ano | Ano | Ano | Ano |
| Tine Reymerová             | Patricia Wolfsová    | Ne  | Ne  | Ne  | Ne  | Ano | Ano | Ano | Ano | Ano | Ano | Ano | Ano |
| Kevin Janssens             | Vincent Noël         | Ne  | Ne  | Ano | Ano | Ano | Ne  | Ano | Ne  | Ano | Ano | Ne  | Ano |
| Tom De Hoog                | Patrick Dejonghe     | Ano | Ano | Ano | Ano | Ano | Ne  | Ne  | Ne  | Ne  | Ano | Ano | Ano |
| Wim Opbrouck               | Marc                 | Ne  | Ano | Ano | Ano | Ne  | Ano | Ano | Ano | Ano | Ne  | Ne  | Ne  |
| An Millerová               | Sarah Debruyckerová  | Ano | Ano | Ano | Ano | Ano | Ano | Ne  | Ne  | Ne  | Ne  | Ne  | Ne  |
| Els Olaertsová             | Yolande              | Ano | Ano | Ne  | Ano | Ano | Ne  | Ne  | Ne  | Ano | Ano | Ne  | Ne  |
| Jan Van den Bosch          | asistent Vica Adamse | Ne  | Ano | Ano | Ano | Ano | Ne  | Ano | Ano | Ano | Ne  | Ne  | Ne  |
| Jenne Decleir              | Jos                  | Ne  | Ne  | Ne  | Ne  | Ne  | Ano | Ano | Ano | Ano | Ne  | Ne  | Ano |
| Bart Hollanders            | Victor               | Ne  | Ne  | Ano | Ano | Ne  | Ne  | Ano | Ne  | Ano | Ano | Ano | Ano |
| Gene Bervoets              | Guy Rasenberg        | Ne  | Ne  | Ano | Ano | Ano | Ano | Ano | Ne  | Ne  | Ne  | Ne  | Ne  |
| Ann Ceurvelsová            | Karin Rasenbergová   | Ne  | Ne  | Ano | Ano | Ano | Ano | Ano | Ne  | Ne  | Ne  | Ne  | Ne  |
| Marianne Devrieseová       | Sandra               | Ne  | Ne  | Ano | Ano | Ano | Ano | Ano | Ne  | Ne  | Ne  | Ne  | Ne  |
| Emilie Van Nieuwenhuyzeová | Nicola Wolfsová      | Ne  | Ne  | Ne  | Ne  | Ano | Ne  | Ne  | Ne  | Ano | Ano | Ano | Ano |
| Charlotte Vandermeerschová | Jenny                | Ne  | Ne  | Ne  | Ne  | Ne  | Ano | Ano | Ano | Ano | Ne  | Ne  | Ano |
| Geert Van Rampelberg       | Harry Dewulf         | Ne  | Ne  | Ne  | Ne  | Ne  | Ano | Ano | Ano | Ne  | Ne  | Ne  | Ano |
| Mathijs Scheepers          | Emile Jonkhere       | Ne  | Ne  | Ne  | Ne  | Ne  | Ano | Ano | Ano | Ne  | Ano | Ne  | Ano |
| Leah Thysová               | Martine Callierová   | Ne  | Ne  | Ano | Ne  | Ne  | Ne  | Ano | Ne  | Ne  | Ano | Ne  | Ano |
| Dirk Van Dijck             | Premier              | Ne  | Ne  | Ne  | Ne  | Ne  | Ne  | Ano | Ne  | Ano | Ano | Ne  | Ano |
| Sura Dohnkeová             | Sabrina Doxová       | Ne  | Ne  | Ne  | Ne  | Ano | Ano | Ano | Ano | Ne  | Ne  | Ne  | Ne  |
| Katrien Vandendriesová     | Sylvia               | Ano | Ano | Ne  | Ne  | Ne  | Ne  | Ne  | Ne  | Ne  | Ne  | Ne  | Ano |
| Jordi Rottier              | mladý Gil Wolfs      | Ne  | Ne  | Ne  | Ne  | Ne  | Ne  | Ne  | Ne  | Ano | Ano | Ano | Ne  |
| Eric Godon                 | Jean-Jacques         | Ne  | Ne  | Ne  | Ne  | Ne  | Ne  | Ne  | Ano | Ano | Ano | Ne  | Ne  |